# Карганский сельсовет
Карганский сельсовет — сельское поселение в Каргатском районе Новосибирской области Российской Федерации.
Административный центр — село Карган.

## История
Статус и границы сельского поселения установлены Законом Новосибирской области от 2 июня 2004 года № 200-ОЗ «О статусе и границах муниципальных образований Новосибирской области»

## Население
| 2002 | 2010 | 2012 | 2013 | 2014 | 2015 | 2016 |
| ---- | ---- | ---- | ---- | ---- | ---- | ---- |
| 977  | ↘671 | ↘642 | ↘622 | ↘598 | ↘593 | ↘582 |
| 2017 | 2018 | 2019 | 2020 | 2021 |      |      |
| ↘578 | ↗580 | ↘546 | ↘519 | ↘504 |      |      |

## Состав сельского поселения
| № | Населённый пункт | Тип населённого пункта       | Население |
| - | ---------------- | ---------------------------- | --------- |
| 1 | Груздевка        | деревня                      | ↘87       |
| 2 | Карган           | село, административный центр | ↘302      |
| 3 | Лебедевский      | посёлок                      | ↘52       |
| 4 | Третьяковский    | посёлок                      | ↘67       |
| 5 | Филино           | посёлок                      | ↘163      |